# Rapunkelklocka
Rapunkelklocka (Campanula rapunculus) är en växtart i familjen klockväxter.
Örten blir 50 till 80 cm hög. Arten förekommer ursprunglig i västra, centrala och östra Europa fram till västra Ryssland, Kaukasus och Mellanöstern. Den blev införd i Storbritannien, Danmark och Sverige. Rapunkelklocka hittas ofta vid kanten av odlingsmark eller intill buskskogar. Den föredrar fuktig sandig jord.
Örten är vanligen annuell eller bienn. Typisk är långsmala blad och rötter som liknar ett morot i utseende. Bladen blir upp till 30 cm långa och står kring stjälken. Senare under sommaren bildas blåaktiga blommor.
Bladen kan användas som salat eller grönsak. Rötternas smak och användning liknar rättika.

## Externa länkar

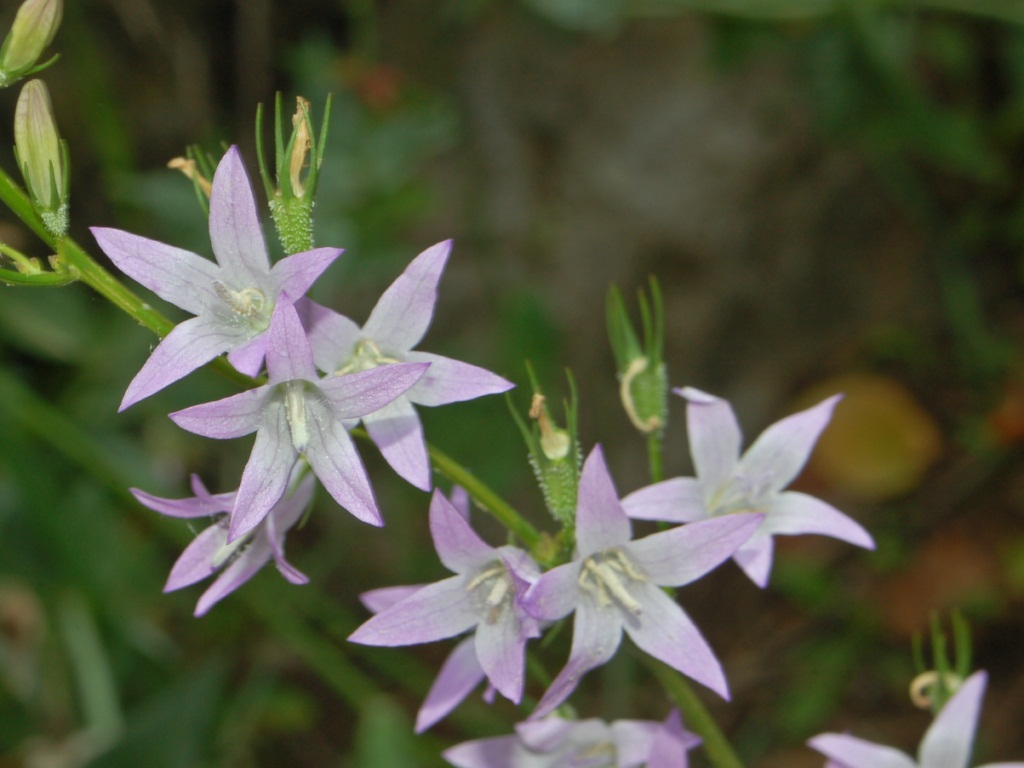
Blomställning